# نعمان الاسفل (كحلان عفار)

تعديل مصدري - تعديل

نعمان الاسفل هي إحدى قرى عزلة الدقيمي بمديرية كحلان عفار التابعة لمحافظة حجة، بلغ تعداد سكانها 255 نسمة حسب تعداد اليمن لعام 2004.